# コックヒルズ・フィニッシュ・ラップフンド
コックヒルズ・フィニッシュ・ラップフント（英：Cockhill's Finnish Laphund）とは、フィンランド原産の絶滅した犬種である。1930年代にラップランドからフィンランド南部へ連れてこられたフィニッシュ・ラップフントと、カレリア地方原産のカレリアン・ベア・ドッグのロングコート個体を交配させたものである。数十年間は人気があったが、次第に人気が薄れ、絶滅した。

## 参考
- デズモンド・モリス著、福山英也、大木卓訳『デズモンド・モリスの犬種事典』誠文堂新光社、2007年